# Білоцерківська битва (1596)
Білоцерківська битва 1596 р. — бій козацько-селянської армії з передовим загоном руського князя Кирика Ружинського біля Білої Церкви під час повстання Наливайка.
Після того, як повстання охопило Галичину і Білорусь проти наливайківців був відправлений загін на чолі зі Станіславом Жолкевським і Кириком Ружинським. Сторони зійшлись на Київщині.
Частина урядових військ під проводом Ружинського зайняли замок Білу Церкву, вважаючи її «недурною» і, навіть, «неприступною» за доброї залоги фортецею. Та в ту ж Білу Церкву рушили і козаки.
Швидко пересуваючись і маючи за польськими джерелами 8 000 озброєного війська, козацькі ватажки С. Наливайко і М. Шаула 23 березня прибули до Білої Церкви й розташувались навколо замку табором. Замок стояв на горі і був сильно укріплений стінами і шанцями. Так укріплена Біла Церква була проти татар (через місто проходив Чорний шлях).
Зійшовшись під Білою Церквою, обидві сторони не наважувались йти на відкритий бій і намагались перемогти хитрощами. Перший почав Ружинський: маючи при собі кілька рот Станіславського та угорську найману кінноту під керівництвом угорця Ліпшеня, командувач вночі здійснив вилазку з міста і направився просто в козацький табір, залишивши в фортеці тільки челядь і найманих угорців.
В той самий час вилазку проти урядових сил задумали й козаки. Залишивши в таборі для охорони загін Шаули, Наливайко обійшов місто, прорвався через задні ворота всередину фортеці. Козаки швидко вирубали челядь і угорців і, почувши постріли у власному таборі поспішили покинути замок.
Поляки ж, увійшовши до табору, почали запеклий бій з козаками Шаули. Козаки, що не очікували нападу, спочатку перелякались, проте згодом опам'ятались, вдарили на поляків і погнали їх через весь табір. У цей момент з замку повертався Наливайко. Положення поляків стало безвихідним. За словами польських письменників в перші хвилини бою пало більше 100 людей кінноти, було дуже багато поранених. Після цього «наші, — згадує Йоахім Бєльський, — бачучи, що справи погані, втекли».